# Сербиновковский сельский совет (Гребёнковский район)
Сербиновковский сельский совет (укр. Сербинівська сільська рада) — входит в состав
Гребёнковского района
Полтавской области
Украины.
Административный центр сельского совета находится в 
с. Сербиновка.

## История
- 1992 — дата образования.

## Населённые пункты совета
- с. Сербиновка
- с. Грушковка
- с. Саевка